# عبد القادر علولة
عبد القادر علولة (ولد سنة 1939 وتوفي سنة 1994) كاتب مسرحي ومخرج جزائري. نشأ وعاش بمدينة وهران. ونقل إلى العاصمة الفرنسية باريس للعلاج إثر تعرُّضه للاعتداء على يد جماعة مسلحة مساء يوم الخميس 10 مارس (آذار) 1994 في  وهران في بلده الجزائر، لكن ما لبث أن توفي في 14 من الشهر نفسه، أي بعد مرور 4 أيام على اغتياله، متأثرًا بجراحه أثناء توجهه إلى قصر الثقافة لإجراء مناظرة.

## نبذة
ولد علولة يوم 8 يوليو  1939 في مدينة الغزوات بولاية تلمسان في غرب الجزائر، ودرس الدراما في فرنسا. وانضم إلى المسرح الوطني الجزائري وساعد على إنشائه في العام 1963 بعد الاستقلال. لكن شهرته كانت في توظيف شكل الحلقة في مسرحه (وهو رفيق قديم لولد عبد الرحمن كاكي على درب الفن) غطت على كل التجارب الأخرى، لكونه صرف كل جهوده في الأعوام الخمسة عشر الأخيرة من حياته لبناء مسرح مستلهم من «الحلقة» شكلاً وأداء، بعد أن توصل من خلال الممارسة العملية إلى قناعة شخصية أن القالب المسرحي الأرسطي ليس هو الشكل الملائم الذي يستطيع أن يؤدي به رسالته الاجتماعية، في البيئة التي يتعامل معها، وقدم خلالها خمسة أعمال فنية ثرية.
عمل مديرًا للمسرح الوطني الجزائري بين الأعوام 1972 و 1975، ثم مديرًا للمسرج الجهوي في وهران في العام 1976. وأخرج أول مسرحية بعنوان «الغولة» لرويشد في العام 1968.

## تجربة عبد القادر علولة
في محاضرة له ألقاها في برلين سنة 1987 في المؤتمر العاشر للجمعية الدولية لنقاد المسرح، يتحدث علولة عن الطريق التي قادته إلى اكتشاف مسرح الحلقة، ويبدو من حديثه أنه اكتشف هذا الشكل بالمصادفة، وبالتحديد عن طريق احتكاكه بالواقع الحي حين أصبح يتنقل بفرقته في جولات فنية لتقديم العروض خارج صالات العرض المعروفة، أي على طلاب الثانويات والجامعات، وعلى عمال الورشات والمصانع، وعلى الفلاحين في الحقول، مع العلم أنه كان قد أحس من قبل بضرورة البحث عن شكل جديد يبعد العروض المسرحية عن التكرار الممل، وعن طغيان الخطاب السياسي المباشر الذي يكاد يحولها إلى بيانات سياسية.

ويقول علولة شارحًا تجربته الجديدة التي قادته إلى اكتشاف مسرح الحلقة: 
«وفي خضم هذا الحماس، وهذا التوجه العارم نحو الجماهير الكادحة، والفئات الشعبية، أظهر نشاطنا المسرحي ذو النسق الأرسطي محدوديته، فقد كانت للجماهير الجديدة الريفية، أو ذات الجذور الريفية، تصرفات ثقافية خاصة بها تجاه العرض المسرحي، فكان المتفرجون يجلسون على الأرض، ويكونون حلقة حول الترتيب المسرحي (La disposition scénique)، وفي هذه الحالة كان فضاء الأداء يتغير، وحتى الإخراج المسرحي الخاص بالقاعات المغلقة ومتفرجيها الجالسين إزاء الخشبة، كان من الواجب تحويره. كان يجب إعادة النظر في كل العرض المسرحي جملة وتفصيلا».
وأمام هذا الوضع وجد الكاتب وزملاؤه في الفرقة أنفسهم مرغمين على إدخال بعض التعديلات، فألغوا في البداية جزءاً من الديكور، لكنهم وجدوا أنفسهم بعد عشرة عروض بدون ديكور، ولم يبق في الفضاء المسرحي ـ حسب رواية الكاتب دائما ـ إلا بعض الأكسسوارات ذات الضرورة القصوى. ثم أعقب هذا التعديل في الديكور تعديل مماثل في الأداء التمثيلي أيضا، يتلاءم مع الوضع الجديد، لأن رد الفعل لدى هذا الجمهور كان مختلفا تماما عما ألفوه من جمهور الصالات المغلقة، فهو لا يريد أن يكون منعزلا عن اللعبة وعن الممثلين، وهنا يتساءل علولة قائلا: 
«ما العمل عندما يكون المتفرج أمامك ووراءك؟ لقد وجب إذن إعادة النظر فيما كان عليه أداء الممثل».
وقد اكتشف الكاتب شيئا آخر في هذا الجمهور عندما لاحظ أن بعض المتفرجين كانوا يديرون ظهورهم للعرض، لكي يتسنى لهم ـ حسب تفسيره ـ التركيز على السمع، وهو ما جعله يستنتج من هذا السلوك أن ما يعنيهم بالأساس ليس هو ما يشاهدونه ولكن ما يسمعونه، ولاحظ أيضا أنهم كانوا يتمتعون فعلا بطاقة إنصات وحفظ خارقة للعادة، وتجلى له ذلك من خلال النقاش الذي كان يتبع العرض عادة. يقول: 
«لقد كان بمقدورهم إعادة حوارات شبه كاملة لمشاهد برمتها».
ويخلص في الأخير إلى القول: 
«عن طريق هذه التجربة التي استدرجتنا إلى مراجعة تصورنا للفن المسرحي، اكتشفنا من جديد ـ حتى وإن بدا هذا ضربا من المفارقة ـ الرموز العريقة للعرض الشعبي، المتمثل في الحلقة، إذ لم يبق أي معنى لدخول الممثلين وخروجهم، كل شيء كان يجري بالضرورة داخل الدائرة المغلقة، ولم تبق هناك كواليس، وكان يجري تغيير الملابس على مرأى من المتفرجين، وغالبا ما كان الممثل يجلس وسط المتفرجين بين فترتي أداء لتدخين سيكارة، دون أن يعجب من ذلك أحد».
وعلى هذا النحو يمكن القول إن الأدوار انقلبت، فعوض أن يعلم الكاتب الجمهور، مثل ما يدعي معظم الكتاب الملتزمين، نجد علولة هنا يعترف بكل تواضع بأنه تعلم من الجمهور، وأنه اكتشف عن طريقه مسرح الحلقة، أو فن الدراما الشعبية، حيث يلتحم الممثلون والمتفرجون في بوتقة واحدة ليصنعوا معا فن الفرجة..

ولعل هذا الرأي يلتقي تماماً مع ما اكتشفه الكاتب المسرحي عبد القادر علولة، وذلك حين يقول: 
«إن النقطة التي ننطلق منها لتحقيق المسرح المحكي ليست ماثلة في أن لنا تراثاً قصصياً يمكن إعادة تشكيله مسرحياً، وإنما القضية هي أن لدينا تراثاً قصصياً ذا طبيعة مسرحية، يصدر عن خيال مسرحي، وفهم متميز لمطالب المشهد، والموقف، والشخصية، وسائر عناصر البناء المسرحي، غير أنه كتب بأسلوب الحكاية (وليس الحوار)، لأن أسلوب الحكي كان الأسلوب المستقر والممكن، ولأن الأذن العربية هي الطريق المدرب لالتقاط الجمال (وليس العين)، ولأن التمثيل لم يكن نشاطاً فنياً اجتماعياً يتعامل مع المستويات الأدبية الكتابية». «وأخيراً، ليكن منطلقنا في رعاية هذه الظاهرة الفنية في تراثنا الحكائي ما ندعو إليه من تأصيل لفنون الإبداع العربية (المعاصرة والقادمة) بتحريرها من شروط أنتجتها حضارات أخرى».

## أعماله
أعمال علولة تنوعت بين العامية الجزائرية والعربية الفصحى، وكان قبل اغتياله يتهيأ لكتابة مسرحية جديدة بعنوان «العملاق»، لكن يد الإرهاب كانت أسرع، من أعماله:

### - المسرح

#### * تأليف
- «القوَّال» (1980)
- «اللثام» (1989)
- «الأجواد» (1985)
- «التفاح» (1992)
- «أرلوكان خادم السيدين» (1993)

### * تقديم
- «الغولة» (1964)
- «السلطان الحائر» (1965) عن نصّ لـ توفيق الحكيم
- «النقود الذهبية» (1967)
- «نومانس» (1968)،
- «الأعماق السفلى» (1982) عن نص لـ غوركي.

### - السينما

#### * سيناريو
- «غورين» (1972)
- «جلطي» (1980)،

#### * مشاركة
- الكلاب" (1969)
- «الطرفة» (1971) لـ الهاشمي الشريف
- «تلمسان» (1989) لـ محمد بوعناني
- «حسن النية» (1988) لـ غوتي بن ددوش
- «جان بورزق» (1990) لـ بابا عيسى عبد الكريم

## الأوسمة
- وسام العهد برتبة جدير من وسام الاستحقاق الوطني الجزائري.[12]

## روابط خارجية
- عبد القادر علولة على موقع IMDb (الإنجليزية)
- عبد القادر علولة على موقع قاعدة بيانات الفيلم (الإنجليزية)
- عبد القادر علّولة
- انفتاح النص المسرحي عند عبد القادر علولة
- مسرحة الحكاية في مسرح عبد القادر علولة، قراءة في الشكل والمضمون
- تكريم علولة: تسليم أزيد من 800 أرشيف شخصي إلى مسرح وهران